# ادوگرهی
ادوگرهی (به انگلیسی: Adu Garhi) یک منطقهٔ مسکونی در پاکستان است که در مناطق قبیله‌ای فدرال واقع شده‌است. ادوگرهی ۱٬۱۷۵ متر بالاتر از سطح دریا واقع شده‌است.